# Gerard Horta i Calleja
Gerard Horta i Calleja (Barcelona, 1962) és un antropòleg, escriptor i professor universitari català. Ha publicat diversos llibres d'antropologia, entre els quals destaca De la mística a les barricades. Introducció a l'esperitisme català del XIX dins el context ocultista europeu, que va rebre el XXII Premi Carles Rahola d'assaig l'any 2001.

## Obres
Poesia
- Queda't a Macau i aprèn-ne! (L'Aixernador, 1991)[2]
- L'erecció de l'instint espiritual (o l'amor dels trobadors) (L'Aixernador, 1995)
- Nit a Chiapas (Edicions 62, 2000)
- Balada de l'holandès errant (Fauleta per a quasi-cadàvers) (Edicions de 1984, 2005)

Antropologia
- De la mística a les barricades. Introducció a l'esperitisme català del XIX dins el context ocultista europeu (Proa, 2001)
- Cos i revolució. L'espiritisme català o les paradoxes de la modernitat (Edicions de 1984, 2004)
- L'espai clos. Fòrum 2004: notes d'una travessia pel no-res (Edicions de 1984, 2004)
- Rambla del Raval de Barcelona: de apropiaciones viandantes y procesos sociales (Ediciones de Intervención Cultural, 2010)
- Lluites secretes. Testimonis de la clandestinitat antifranquista (amb Manuel Delgado i Jofre Padullés, Publicacions i Edicions de la Universitat de Barcelona, 2012)
- Hiace. Antropología de las carreteras en la isla de Santiago (Cabo Verde) (amb Daniel Malet, Pol·len Edicions, 2014)